# Kenguk (televíziós sorozat, 1996)
A Kenguk vagy Kengu-kalandok (eredeti cím: Les Kangoo) 1995-ben készült, 1996-tól 2000-ig futott francia televíziós rajzfilmsorozat, amelynek az alkotója és a rendezője Thibaut Chatel. A tévéfilmsorozat az Animage gyártásában készült, a TF1 forgalmazásában jelent meg. Műfaját tekintve sportfilm-sorozat és filmvígjáték-sorozat. Franciaországban a TF1, a Canal J és a France 5 vetítette, Magyarországon először az RTL Klub sugározta a 90-es évek végén, majd a 2010-es években az MTVA újraszinkronizáltatta és az M2-n sugározta.

## Ismertető
A történet színre viszi öt fiatal kosárlabda-játékos kenguru kalandjait. Rendre legyőzik meccseik során ellenfeleiket a pályán, még ha azok nem is mindig tisztességes úton próbálják megnyerni a játékot. A történet alakulásába beleszól a fő ellenségük, Mister D és társai is, aki a kosárpályán kívül is ahol csak tud, próbál keresztbe tenni a kenguruknak.

## Szereplők
- Napo – A kenguk vezetője, baseball sapkát és vörös atlétát visel, a csapatból Kevin áll hozzá a legközelebb, összetartja a kenguk csapatát, és képviseli mások előtt.
- Kevin – Kigyúrt, izmos, fekete öltözetben járó kissé agresszív viselkedésű egyén, Napo és Nelson barátja. Erőszakos és meggondolatlan viselkedésével sokszor keveri bajba társait, de ugyanakkor jószívű, ha éppen nem gurul dühbe.
- Archie – A kenguk matematikai zsenije, elméleti kérdésekben mindig megtalálja a legjobb megoldást, szemüveges és sárga öltözetet hord, mozgása néha ügyetlen, és mivel szemüveg nélkül nem lát túlságosan jól játék közben a csapattársai néha kiigazítják.
- Nelson – A kenguk magánrepülőgépének pilótája, szereti a technikai kütyüket, ezért jellemzően mindig rajta van a pilótaszemüveg, jólelkű és segítőkész.
- Junior – A legfiatalabb kengu, aki baseball sapkát és kék pólót hord.
- Tiffany – Szőke hajú, kék szemű fiatal felnőtt lány, körülbelül 19 éves, a kenguk barátja, Sammy lánya, a másodpilótája a kenguk gépének, emiatt sokszor ül Nelson mellett.
- Rox – Szőke hajú, zöld szemű fiatal felnőtt lány, aki az Ötök Bandájának egyik lánytagja.
- Sammy – Tiffany apja, a kenguk edzője, a széltől is óvja lányát, mivel az  ötéves  korában elvesztette édesanyját, utál veszteni, és arról álmodozik hogy valamikor egy világbajnok csapat edzője lesz.
- Roy Walter – Tévériporter, erőteljes viselkedésével, és beszédstílusával, szokta közvetíteni a kenguk meccseit, annyira beleéli magát mondanivalójába, hogy a riporteri lelátóról néha leesik és csak mikrofonja zsinórjába kapaszkodva tudja folytatni a közvetítést.
- Mister D és unokahúga, Vipera – A kenguk főellenségei, a kenguk szigetén termő aranynövényekre fáj a foguk, ennek érdekében képesek sokszor akár túszul is ejteni Tiffany-t hogy cserébe a növényeket megkaphassák, általában összedolgoznak szolgálóikkal, és mindketten képesek állatokká átváltozni annak érdekében, hogy csínytevéseik után elmenekülhessenek a hatóságok és kenguk elől. Mister D vámpírszerű külsővel bír, a rajzfilmkészítők alighanem Nosferatúról mintázták. Ritkán feltűnik a sorozatban Marcos, aki Mister D ikertestvére. Ami megkülönbözteti őket egymástól az az, hogy Marcosnak egy apró sebhely van az arcán. Mister D-vel ki nem állhatják egymást, ezért gyakran nemcsak a kenguruk, hanem egymás ellen is harcolniuk kell.

## Magyar hangok
| Szereplő      | Eredeti hang          | Magyar hang                      | Magyar hang            |
| Szereplő      | Eredeti hang          | (RTL-szinkron, 1997-1999)        | (MTVA-szinkron, 2012)  |
| ------------- | --------------------- | -------------------------------- | ---------------------- |
| Napo          | Patrick Poivey        | Bácskai János                    | Bácskai János          |
| Archie        | Roger Carel           | Sinkovits-Vitay András           | Sinkovits-Vitay András |
| Nelson        | Marc François         | F. Nagy Zoltán                   | Megyeri János          |
| Kevin         | Daniel Beretta        | Mikula Sándor Wohlmuth István    | Mikula Sándor          |
| Junior        | Valérie de Vulpian    | Szokol Péter                     | Szokol Péter           |
| Tiffany       | Valérie de Vulpian    | Dudás Eszter                     | Dudás Eszter           |
| Sammy         | Benoît Allemane       | Dobránszky Zoltán Horányi László | Horányi László         |
| Roy Walter    | Roger Carel           | Holl Nándor                      | Holl Nándor            |
| Mister D      | Jean-Claude Montalban | Uri István                       | Uri István             |
| Vipera        | Francine Lainé        | Bessenyei Emma Andresz Kati      | Gerbert Judit          |
| Robur szultán | Roger Carel           | Papp János                       | Vass Gábor             |
| Marcos        | N/A                   | Hankó Attila                     | N/A                    |
| Jungle        | N/A                   | Komlós András                    | Várday Zoltán          |
| Felügyelő     | N/A                   | Horkai János                     | Németh Gábor           |
| felolvasó     | felolvasó             | Bozai József                     | Bozai József           |

- További magyar hangok (1. magyar változatban): Janovics Sándor, Imre István, Lázár Sándor, Némedi Mari, Oláh Orsolya, Pálfai Péter
- További magyar hangok (2. magyar változatban): Albert Gábor, Boldog Gábor, Gardi Tamás, Némedi Mari, Pál Dániel

## Epizódok
1. A Sierra Kengu titka (Le secret de la Sierra Kangoo)
2. A fegyverkereskedők (Les trafiquants d'armes)
3. Robbanó labda (Un ballon explosif)
4. Vipera robotjai (Les robots de Vipéra)
5. A láthatatlan ellenség (L'ennemi invisible)
6. Vulkánum (L'île de Vulcanum)
7. Ellopták a múmiát (On a volé la momie)
8. Vipera csapdái (Le piège de Vipéra)
9. A Szent Hegy gyermekei (Les enfants de la montagne sacrée)
10. Mister D eltűnt (Mister D a disparu)
11. Roy Walter a Kenguknál (Roy Walter chez les Kangoo)
12. Földrengés Westland-en (Tremblement de terre à Westland)
13. A Jumbo hercegnő kincse (Le trésor du Jumbo Princesse)
14. A klónok uralma (L'empire des clones)
15. Aranynövény bajok (La malédiction de la plante dorée)
16. A Hármak bandája (La bande des trois)
17. Napo árulása (La trahison de Napo)
18. Pánik Sierra Kangoo-n (Panique à la Sierra Kangoo)
19. A nagy West Land-i rali (Raid à Westland)
20. Mister D kétszer (Les deux visages de Mister D)
21. Az őrült vonat (Le train fou)
22. Mizia új királynője (La nouvelle reine du Mysialand)
23. Csillagpor (Poussière d'étoile)
24. Világító kenguk (Du fluo pour les Kangoo)
25. Robur bosszúja (La vengeance de Robur)
26. Az arany növény titkai (Le mystère de la plante dorée)
27. Az elsüllyedt város (La cité engloutie)
28. Kisbaba a Kenguknál (Un bébé pour les Kangoo)
29. A rejtélyes völgy (La vallée mystérieuse)
30. Miza Mogója (Le Mogo du Mysialand)
31. Az óceán fantomja (Le fantôme de l'océan)
32. Az ezüst kvarc (Le quartz d'argent)
33. A varázshegedű (Le violon magique)
34. A mélységek ura (Le maître des profondeurs)
35. Az átkozott bábu (Le pantin maudit)
36. Visszaszámlálás (Le compte à rebours)
37. Birbakra legendája (La légende du Birbakra)
38. Paméla D látogatása (Pamela D est de retour)
39. Kengu-maraton	(Marathon pour les Kangoo)
40. De hová lett Tiffanie? (Mais où est passée Tiffany ?)
41. Szuperzseni (Super Génius)
42. Vipera vihara	(L'ouragan de Vipéra)
43. A szigetvilág tarantulája (La tarentule de l'archipel)
44. Királyi szeszély (Royal caprice)
45. Alávaló zsarolás (Un infâme chantage)
46. Vörös Richárd kincse (Le trésor de Richard le Rouge)
47. Az átkozott bolygó (La planète maudite)
48. Napfényhotel (Le Grand Hôtel du Soleil)
49. Delfinek éjszakája (La nuit des dauphins)
50. Fekete mágia (Magie noire)
51. Segítsünk Kántornak (Au secours de Cantor)
52. A Fondorlat Sziget (L'île aux sortilèges)
53. Az arany növény nyomában (À la poursuite de la plante dorée)
54. Amnézia (Perte de mémoire)
55. A furcsa grófnő (L'étrange Comtessa)
56. Mogo fia (Le fils du Mogo)
57. A kenguk Vadnyugaton (Les Kangoo au far-west)
58. Paméla D börtönben (Pas de file pour Pamela)
59. Oszkár rémálma (Les malheurs d'Oscar)
60. Az elsüllyedt galleon (Le galion perdu)
61. Hosszú, hosszú nap (Rude journée pour les Kangoo)
62. A kék lagúna szirénje (La sirène du lagon bleu)
63. Kettős személyiség (Dédoublement de personnalité)
64. A mesebeli város (La ville fabuleuse)
65. A kenguk diadala (Le triomphe des Kangoo)